# Принсипи (аэропорт)
Аэропорт  Принсипи (порт. Aeroporto Príncipe) — небольшой аэропорт, расположенный на острове Принсипи в Гвинейском заливе в 3 км (1,9 миль) к северу от города Санту-Антонью.
Принсипи — единственный аэропорт на острове Принсипи и один из двух аэропортов государства Сан-Томе и Принсипи. Он был построен в 1968 году, когда остров находился под португальским протекторатом.
К востоку от аэропорта находится поселение Аэропорт Принсипи (порт. Aeroporto de Príncipe), названное в его честь.

## Реконструкция
С 2012 по 2015 годы португальская строительная компания «Mota-Engil» провела модернизацию аэропорта, основной целью которой было увеличение взлётно-посадочной полосы для возможности принимать самолёты средних размеров. Стоимость реконструкции составила 18 миллионов долларов, которые были инвестированы южноафриканской фирмой, построившей на острове пятизвёздочный отель для экотуристов.